# Glenea vingerhoedti
Glenea vingerhoedti é uma espécie de escaravelho da família Cerambycidae. Foi descrita por Pierre Téocchi e Jérôme Sudre em 2003.